# Пазарске мантије
Пазарске мантије или санџачке мантије су специјалитет градске кухиње са подручја Новог Пазара. То је јело које се прави од лиснатог теста и надева од млевеног меса. Мантије су мали комади увијене пите који се ређају један до другог у велики плех, налик ономе за бурек и тако пеку. Припремају их жене из старих новопазарских градских породица.
Пазарске мантије, односно традиционални начин припреме овог јела, уврштене су 2012. године на листу нематеријалног културног наслеђа Србије.

## Историја
О настанку пазарских мантија не постоје писани извори. Према истраживањима историчара, претпоставке су да је ово јело на Запад дошло са Џингис-каном. Порекло самог назива може се тражити у грчкој речи мантион, што значи огртач или увијање.

## Традиција
Мантије, као традиционално јело део су свакодневене исхране, али и трпезе која се припрема приликом важних породичних окупљања повезаних са животним циклусом, као што су рођење детета, женидбе или део посмртних обичаја, пре свега бошњачког становништва на подручју Новог Пазара (југозападна Србија).
Оригиналне мантије се праве само од говеђег меса, што је разумљиво јер је у питању јело које су спремали муслимани за себе и своју породицу. Последњих година су се појавили варијетети са овчијим сиром или зељем.
Последњих година у различитим маркетима широм Србије могу се наћи полуготове смрзнуте мантије, направљене према оригиналном рецепту, а новопазарски мајстори припремају се да овај производ пласирају и на инострана тржишта.

## Припрема мантија
На великом округлом столу, прво се развлачи тесто. За овај поступак потребно је искуство, јер се лако може догодити да се танко тесто покида и изгуби форму. Након што се развуче тако да виси са ивице стола, тесто се прелива маслом и филује. Иако се праве и са сиром, „правим мантијама“ се сматрају оне са месом. Њихов фил прави се од једноставних састојака: говеђег или свињског меса, соли, бибера, црног лука и мало уља.
Након филовања ивице теста се пажљиво увијају, по чему су мантије највероватније и добиле назив. У овом поступку најважније је да се све стране равномерно савију, и да буду исте дебљине. Овако филоване и уролане коре секу се на мање комаде, величине око 3 цм и од њих се обликују мале бомбице које се, једна до друге, ређају у плех и тако пеку. Интересантно је да се оригиналне мантије обично пеку у старим пећима на дрва, које су направиле зантлије. По мишљењу многих, управо то им даје специфичан укус.
Након печења, пријатан и примамљив мирис мантија отвара апетит и буди жељу да их пробате. Зависи од укуса, али већина се слаже да је ово јело најукусније када му се дода кисело млеко или јогурт. Обично се при крају печења преливају јогуртом коме је додат испасирани бели лук. Они којима не прија укус белог лука могу их још вруће прелити јогуртом и тако јести. Иако се најчешће купује у јутарњим сатима, за доручак, ово јело се у пазарским пекарама продаје током целог дана, а обично се и гости дочекају тепсијом мантија.